# 波托尼
波托尼，是匈牙利绍莫吉州所辖的一个村。总面积15.90平方公里，总人口208，人口密度13.1人/平方公里（2011年1月1日）。